# Nemzeti Bajnokság I 1906-07
La Nemzeti Bajnokság I 1906-07 fue la sexta edición del Campeonato de Fútbol de Hungría y la primera con el actual calendario europeo. El campeón fue el Ferencvárosi TC que conquistó su tercer título de liga. Descendió a la NBII el 33 FC. El goleador fue Béla Kelemen, del Magyar AC. Se otorgaron dos puntos por victoria, uno por empate y ninguno por derrota.

## Tabla de posiciones
|   | Equipo          | PJ | PG | PE | PP | GF | GC | DG  | Pts | Notas      |
| - | --------------- | -- | -- | -- | -- | -- | -- | --- | --- | ---------- |
| 1 | Ferencvárosi TC | 14 | 11 | 2  | 1  | 70 | 20 | +50 | 24  | Campeón    |
| 2 | Magyar AC       | 14 | 10 | 2  | 2  | 78 | 15 | +63 | 22  |            |
| 3 | MTK             | 14 | 10 | 2  | 2  | 67 | 18 | +49 | 22  |            |
| 4 | Budapesti AK    | 14 | 6  | 2  | 6  | 32 | 44 | -12 | 14  |            |
| 5 | Typographia SC  | 14 | 3  | 3  | 8  | 25 | 62 | -37 | 9   |            |
| 6 | Újpesti TE      | 14 | 2  | 4  | 8  | 16 | 38 | -22 | 8   |            |
| 7 | Fővárosi TC     | 14 | 3  | 3  | 8  | 16 | 55 | -39 | 7   |            |
| 8 | 33 FC           | 14 | 2  | 2  | 10 | 20 | 72 | -52 | 6   | Descendido |

PJ = Partidos jugados; PG = Partidos ganados; PE = Partidos empatados; PP = Partidos perdidos; GF = Goles a favor; GC = Goles en contra; DG = Diferencia de gol; Pts = Puntos